# 黄守宏
黄守宏（1964年6月—），河南范县人。管理学博士。先后在北京农业大学经管系及研究生院、中国农业科学院研究生院学习。中国共产党第十九、二十届中央委员会委员。長期在国务院研究室工作，官至國務院研究室主任。現任中央社會主義學院黨組書記、第一副院長。

## 生平
1993年后，历任国务院研究室农村司处长、副司长、巡视员、司长。2008年4月，任国务院研究室党组成员兼机关党委书记。2009年10月，任国务院研究室党组成员、副主任、机关党委书记。2016年7月6日，任国务院研究室党组书记、主任。2024年9月轉任中央社會主義學院黨組書記、第一副院長。